# Ecklonia

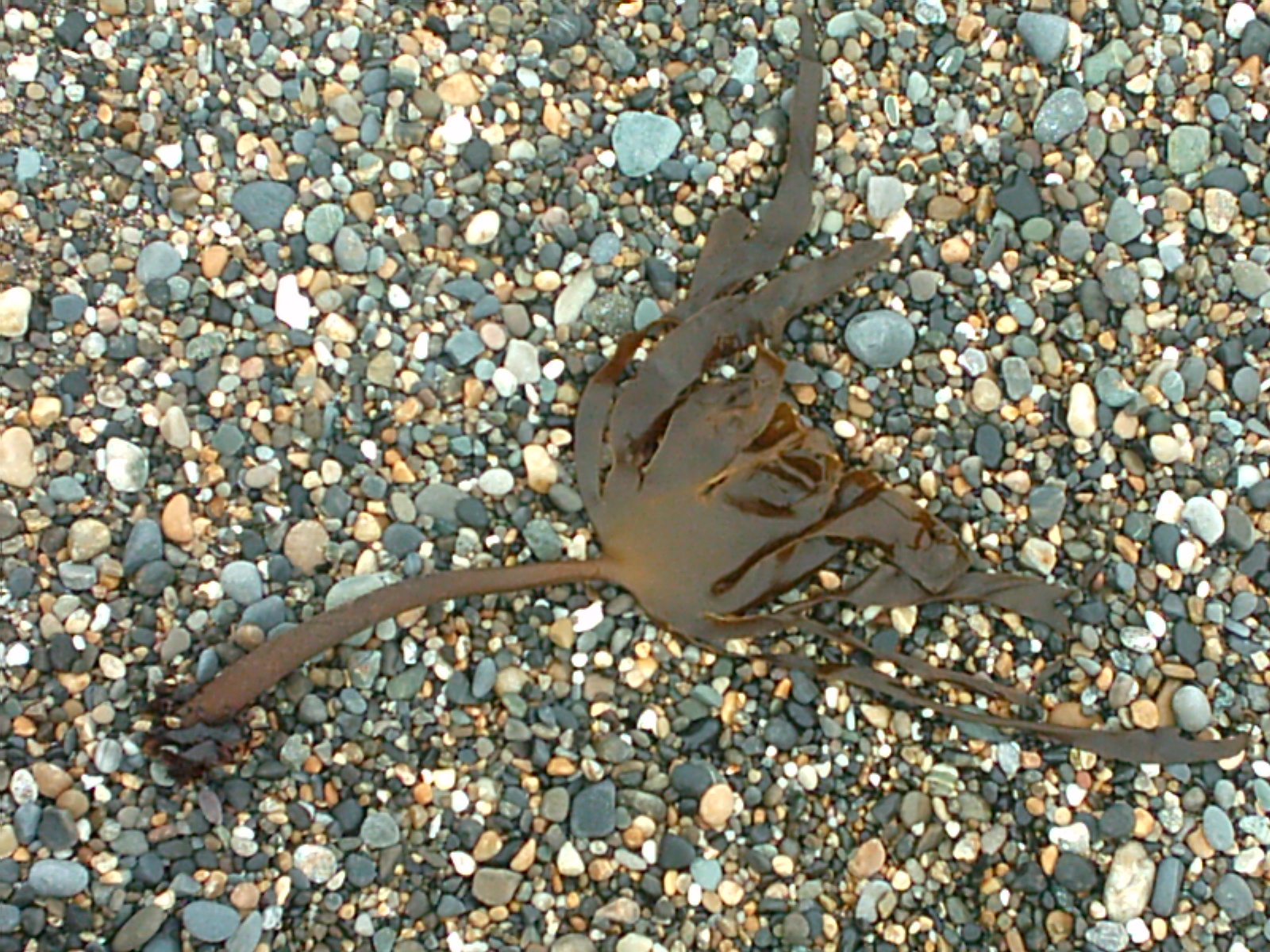
Exemplar de Ecklonia cava arrojado numa praia.

Ecklonia é um género de macroalga (kelp) pertencente à família Lessoniaceae da classe Phaeophyceae (algas castanhas).

## Descrição
As espécies de Ecklonia produzem florotaninos do tipo eckol.
O nome genérico é uma homenagem a Christian Friedrich Ecklon (1795-1868) um farmacêutico, botânico e colector de plantas de origem dinamarquesa.

## Taxonomia e sistemática
Na sua presente circunscrição taxonómica o género Ecklonia inclui as seguintes espécies:
- Ecklonia biruncinata (Bory) Papenfuss, 1944
- Ecklonia brevipes  J.Agardh, 1877
- Ecklonia cava  Kjellman, 1885
- Ecklonia fastigiata  (Endlicher & Diesing) Papenfuss, 1940
- Ecklonia kurome  Okamura, 1927
- Ecklonia maxima  (Osbeck) Papenfuss, 1940
- Ecklonia muratii  Feldmann
- Ecklonia radiata  (C.Agardh) J.Agardh, 1848
- Ecklonia radicosa  (Kjellman) Okamura, 1892
- Ecklonia richardiana  J.Agardh, 1848
- Ecklonia stolonifera  Okamura, 1913

Sinónimos
- Ecklonia bicyclis  Kjellman, 1885 é um sinónimo de Eisenia bicyclis (Kjellman) Setchell 1905, o arame da cozinha japonesa;
- Ecklonia buccinalis  (Linnaeus) Hornemann, 1828 aceite como Ecklonia maxima (Osbeck) Papenfuss, 1940
- Ecklonia caepaestipes  (Montagne) Endlicher, 1843 aceite como Durvillaea antarctica  (Chamisso) Hariot, 1892 (sinónimo)
- Ecklonia exasperata  (Turner) J.Agardh, 1848 aceite como Ecklonia biruncinata  (Bory) Papenfuss, 1944 (sinónimo)
- Ecklonia latifolia  Kjellman, 1885 aceite como Ecklonia cava  Kjellman, 1885
- Ecklonia wrightii  Harvey, 1860 aceite como Eisenia bicyclis (Kjellman) Setchell, 1905